# Miroslav Vitouš

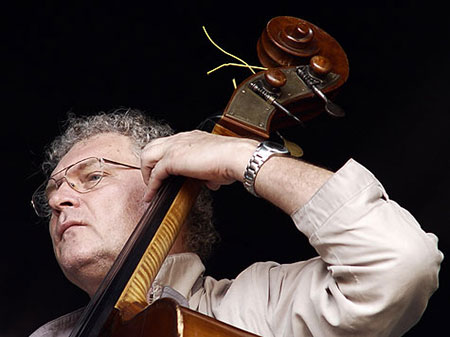
Miroslav Vitouš (2014)

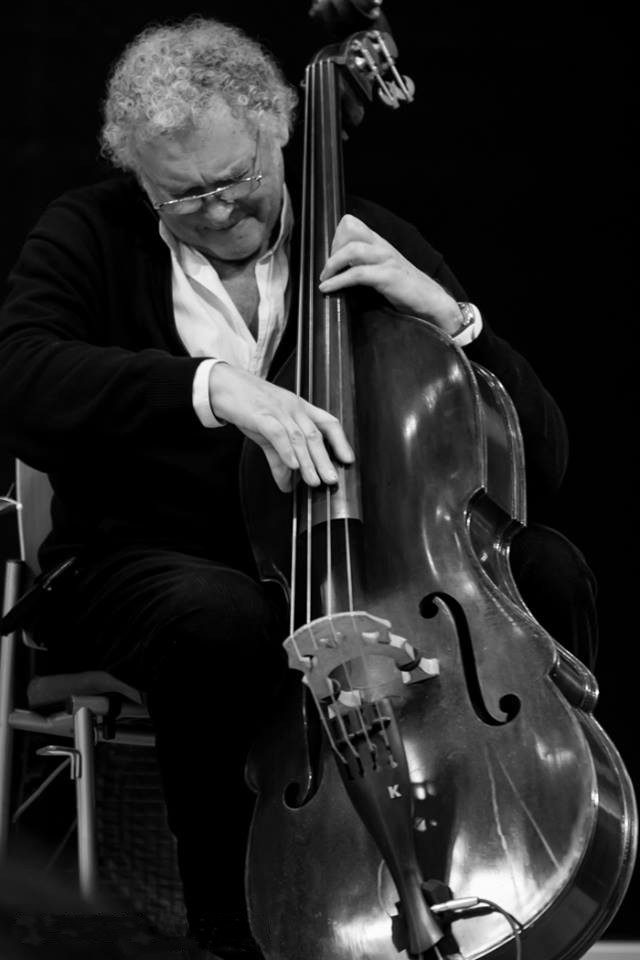
Miroslav Vitouš (2014)

Miroslav Vitouš (* 6. Dezember 1947 in Prag) ist ein tschechischer Jazz-Bassist und -Komponist. Bekannt wurde er als Gründungsmitglied der legendären Jazz-Rock-Formation Weather Report.

## Leben
Vitouš begann mit sechs Jahren Violine zu spielen, mit zehn Klavier, seit dem 14. Lebensjahr spielt er Bass. In seiner Jugend nahm er erfolgreich an Schwimmwettkämpfen teil – dies reichte für eine Nominierung in das tschechische Olympiateam. Eine seiner ersten Musikgruppen war das Junior Trio mit seinem Bruder Alan am Schlagzeug und seinem tschechischen Freund Jan Hammer an den Keyboards. Er genoss eine klassische Kontrabass-Ausbildung am Prager Konservatorium bei František Pošta und gewann 1967 mit seinem Trio den Friedrich-Gulda-Wettbewerb in Wien, was ihm und Jan Hammer ein Stipendium für das Berklee College of Music in Boston einbrachte.
Vitouš’ virtuoses Jazz-Bass-Spiel veranlasst Kritiker, ihn in eine Liga mit Scott LaFaro, Dave Holland, Niels-Henning Ørsted Pedersen und Christian McBride einzureihen. Ein charakteristisches Beispiel für Vitouš’ Kontrabassspiel ist auf der Platte Now He Sings, Now He Sobs (1968) mit Chick Corea am Piano und Roy Haynes am Schlagzeug zu hören. Dieses Album zeigt sein starkes rhythmisches Gefühl, einen innovativen Walking Bass sowie seine Stärke und Unbekümmertheit beim Improvisieren.
Sein erstes Album als Bandleader, Infinite Search aus dem Jahr 1969, mit kleinen Änderungen später als Mountain In The Clouds wieder veröffentlicht, spielte er mit Schlüsselfiguren der aufkommenden Rockjazz/Fusion-Ära ein, John McLaughlin, Herbie Hancock und Jack DeJohnette, aber auch mit Joe Chambers und Joe Henderson. In der gleichen Zeit wurde er auch auf Larry Coryells Album Spaces (1969) herausgestellt.
Daneben arbeitete er mit Jan Hammer, Herbie Mann, Freddie Hubbard, Charlie Mariano, Stan Getz, Bob Brookmeyer und Joe Zawinul.
Das Gründungsmitglied der Band Weather Report wurde drei Jahre später (1973) durch Alphonso Johnson ersetzt und als Gründungsmitglied ausgezahlt. Vitouš hat etliche Interviews zu seinem Ende bei Weather Report gegeben. 1976 hatte er einen instrumentalen Disco-Hit mit New York City, einer Auskopplung aus seinem Album Magical Shepherd.
Später spielte er wieder im Trio mit Corea und Haynes, leitete aber auch eigene Gruppen mit John Surman, Terje Rypdal und Jan Garbarek.
Ab 1984 leitete er die Jazz-Abteilung des New England Conservatory in Boston. 1988 kam er zurück nach Europa und konzentrierte sich nun aufs Komponieren, spielt aber auch hin und wieder auf Jazzfestivals. So zum Beispiel auf dem Elbjazz Festival 2012 mit Joachim Kühn, Rolf Kühn und Christian Lillinger. Auch hat er mit der Gruppe Between the Times (ACT, 2007) aufgenommen.
Sein Album Universal Syncopations 2 erhielt 2007 den Jahrespreis der deutschen Schallplattenkritik.

## Diskografie
- Infinite Search (Mountain in the Clouds) (Atlantic Records, 1969)
- Purple (Columbia Records, 1970)
- Magical Shepherd (1976)
- Miroslav (Freedom, 1976)
- Majesty Music (1979)
- Guardian Angels (Evidence, 1978)
- First Meeting (ECM, 1979)
- Miroslav Vitous Group (ECM, 1980)
- Journey's End (ECM, 1982)
- Emergence (ECM, 1985)
- Miroslav Vitous & Larry Coryell: Dedicated to Bill Evans and Scott La Faro (Jazzpoint, 1987)
- Atmos (ECM, 1992)
- Conviction: Thoughts of Bill Evans (Challenge Records, 2000)
- Universal Syncopations (ECM, 2003)
- Universal Syncopations 2 (ECM, 2007)
- Remembering Weather Report (ECM, 2009)
- Music of Weather Report (ECM, 2016), mit Gary Campbell, Roberto Bonisolo, Aydin Esen, Gerald Cleaver, Nasheet Waits
- Wings (For Tune, 2015), mit Adam Pierończyk (Duo)
- Ad-lib Orbits  (PAO Records, 2017), mit Adam Pierończy (Duo)
- Miroslav Vitous & Emil Viklický: Moravian Romance Recorded Live at the 2018 Brno Jazz Festival (Venus Records, 2021)